# IC 1302
IC 1302 — галактика типу SBc () у сузір'ї Либідь.
Цей об'єкт міститься в оригінальній редакції індексного каталогу.